# Cassia County
Cassia County är ett administrativt område i delstaten Idaho, USA, med 22 952 invånare (2010). Den administrativa huvudorten (county seat) är Burley. 

## Geografi
Enligt United States Census Bureau har countyt en total area på 6 683 km². 6 647 km² av den arean är land och 36 km² är vatten.

### Angränsande countyn
- Minidoka County - nord
- Blaine County - nord
- Power County - nordöst
- Oneida County - öst
- Box Elder County, Utah - sydöst
- Elko County, Nevada - sydväst
- Twin Falls County - väst
- Jerome County - nordväst